# Halifax (Massachusetts)
Halifax ist eine Stadt im Plymouth County im US-Bundesstaat Massachusetts.
Das U.S. Census Bureau hat bei der Volkszählung 2020 eine Einwohnerzahl von 7749 ermittelt.

## Geographie
Nach den Angaben des United States Census Bureaus hat die Town eine Gesamtfläche von 44,9 km², wovon 41,8 km² auf Land und 3,1 km² (= 6,81 %) auf Gewässer entfallen. Der Fläche nach ist Halifax im Commonwealth of Massachusetts an 235. Stelle. Nachbarstädte sind nördlich von Halifax Hanson, nordöstlich Pembroke, südöstlich Plympton, südwestlich Middleborough sowie westlich Bridgewater and East Bridgewater. Halifax liegt 53 Kilometer südsüdöstlich von Boston.
Die Stadt, deren Stadtgebiet durch Gewässer geprägt ist, liegt am westlichen Ufer des Silver Lake; Robbins Pond, das Indian Trail Reservoir und Burrage Pond liegen im Westen des Stadtgebietes, die beiden Monponsett Ponds im Stadtzentrum werden durch einen an einigen Stellen kaum fünfzig Meter breiten Landstreifen voneinander getrennt. Ein Teil der Stadtgrenze zu Bridgewater wird durch den in den Winnetuxet River mündenden Taunton River gebildet. Westlich der Monponsett Ponds liegt der Great Cedar Swamp, östlich davon befindet sich der Peterson Swamp.

## Geschichte
Die ersten Siedler trafen um 1669 im Gebiet des heutigen Halifax ein. Die englische Familie Bosworth war die erste, die mit dem Ackerbau in Halifax begann. 1734 wurde der Ort offiziell von Plympton getrennt und erhielt den Namen Halifax, nach der gleichnamigen Stadt in West Yorkshire in England. 1795 begann man mit einem Kanalbauprojekt, um Buzzards Bay und Massachusetts Bay zu verbinden, indem man Taunton River und North River verbinden und Halifax und Pembroke mittels Häfen an diese Gewässer anschließen wollte.

## Wirtschaft
Bereits die ersten Siedler führten intensive Forstwirtschaft durch. 1728 wurde die erste Sägemühle im Ort eröffnet. Bis 1815 entstanden in Halifax zudem Hochöfen zur Eisenherstellung sowie mehrere Baumwollfabriken erbaut. Im Laufe des 19. Jahrhunderts wurde die Industrialisierung weiter fortgeführt. Halifax wurde an Eisenbahnlinien angeschlossen. Gegen Ende des 19. Jahrhunderts hingegen wurde die Industrialisierung teilweise aufgegeben und es wurde wieder vermehrt auf die Landwirtschaft gesetzt. So lag der Schwerpunkt in Halifax Anfang des 20. Jahrhunderts auf der Geflügelzucht und dem Anbau von Preiselbeeren.

## Verkehr
Die wichtigsten Verkehrsadern, die Halifax durchqueren sind die State Routes 58 und 106. Die beiden Straßen kreuzen sich südlich der Monponsett Ponds im Zentrum der Stadt. Die State Route 58 verläuft in Nord-Süd-Richtung über den schmalen Streifen zwischen den beiden Seen, an der State Route 106 befindet sich östlich davon der südliche Endpunkt der State Route 36 und im Westen das nördliche Ende der State Route 105.
Eine Bahnstrecke verbindet Halifax, Kingston und Plymouth mit der South Station in Boston. In der Stadt gibt es keinen Flugplatz, der nächstgelegene Regionalflughafen ist der Plymouth Municipal Airport, der nächstgelegene internationale Flughafen ist der Logan International Airport in Boston.

## Politik, Verwaltung und öffentliche Einrichtungen
Halifax wird im Massachusetts House of Representatives durch den Wahlbezirk Plymouth 6 und 12 vertreten, bei der Wahl zum Senat von Massachusetts gehört Halifax zum Wahlbezirk Plymouth & Bristol 2. Auf nationaler Ebene gehört Halifax zum 4. Kongresswahlbezirk von Massachusetts.
Halifax wird durch die Gemeindeversammlung regiert und durch einen Stadtverordnetenversammlung verwaltet. Die Stadt verfügt eigene Polizei und Feuerwehr, deren Stationen sich in der Nähe des Zentrums befinden. In Halifax besteht ein eigenständiger Ambulanzdienst, die nächsten Krankenhäuser sind in Plymouth und Brockton. Weitere öffentliche Einrichtungen in Halifax sind ein Postamt und eine Bücherei. Die Stadt betreibt ein Strandbad am westlichen Monponsett Pond und einen Bootsanlegesteg in beiden Seen.
Halifax gehört wie Plympton und Kingston zum Silver Lake Regional School District. Middle School und Highschool befinden sich in Kingston, die Elementary School liegt zwischen der Bücherei und der Feuerwache. In der Stadt werden keine Privatschulen betrieben.

## Demographie
Zum Zeitpunkt des United States Census 2000 bewohnten Halifax 7500 Personen. Die Bevölkerungsdichte betrug 179,3 Personen pro km². Es gab 2841 Wohneinheiten, durchschnittlich 67,9 pro km². Die Bevölkerung Halifaxs bestand zu 98,13 % aus Weißen, 0,31 % Schwarzen oder African American, 0,03 % Native American, 0,27 % Asian, 0 % Pacific Islander, 0,48 % gaben an, anderen Rassen anzugehören und 0,79 % nannten zwei oder mehr Rassen. 0,55 % der Bevölkerung erklärten, Hispanos oder Latinos jeglicher Rasse zu sein.
Die Bewohner Halifaxs verteilten sich auf 2758 Haushalte, von denen in 34,8 % Kinder unter 18 Jahren lebten. 61,3 % der Haushalte stellten Verheiratete, 9,9 % hatten einen weiblichen Haushaltsvorstand ohne Ehemann und 25,5 % bildeten keine Familien. 21,3 % der Haushalte bestanden aus Einzelpersonen und in 10,9 % aller Haushalte lebte jemand im Alter von 65 Jahren oder mehr alleine. Die durchschnittliche Haushaltsgröße betrug 2,72 und die durchschnittliche Familiengröße 3,18 Personen.
Die Bevölkerung verteilte sich auf 25,4 % Minderjährige, 6,3 % 18–24-Jährige, 31,4 % 25–44-Jährige, 24,1 % 45–64-Jährige und 12,8 % im Alter von 65 Jahren oder mehr. Das Durchschnittsalter betrug 38 Jahre. Auf jeweils 100 Frauen entfielen 93,5 Männer. Bei den über 18-Jährigen entfielen auf 100 Frauen 89,7 Männer.
Das mittlere Haushaltseinkommen in Halifax betrug 57.015 US-Dollar und das mittlere Familieneinkommen erreichte die Höhe von 65.461 US-Dollar. Das Durchschnittseinkommen der Männer betrug 47.788 US-Dollar, gegenüber 31.200 US-Dollar bei den Frauen. Das Pro-Kopf-Einkommen belief sich auf 23.738 US-Dollar. 3,3 % der Bevölkerung und 1,8 % der Familien hatten ein Einkommen unterhalb der Armutsgrenze, davon waren 4,5 % der Minderjährigen und 5,9 % der Altersgruppe 65 Jahre und mehr betroffen.
Nach Einwohnerzahl liegt Halifax in Massachusetts an 204. Stelle und bezüglich der Bevölkerungsdichte an 186. Stelle.